# Гох
Гох (њем. Goch) град је у њемачкој савезној држави Северна Рајна-Вестфалија. Једно је од 16 општинских средишта округа Клефе. Према процјени из 2010. у граду је живјело 34.043 становника. Посједује регионалну шифру (AGS) 5154016, NUTS (DEA1B) и LOCODE (DE GOC) код.

## Географски и демографски подаци
Гох се налази у савезној држави Северна Рајна-Вестфалија у округу Клефе. Град се налази на надморској висини од 18 метара. Површина општине износи 115,4 km². У самом граду је, према процјени из 2010. године, живјело 34.043 становника. Просјечна густина становништва износи 295 становника/km².

## Међународна сарадња
| Мјесто  | Држава               | Врста сарадње | Од    |
| ------- | -------------------- | ------------- | ----- |
| Вегхел  | Холандија            | партнерство   | 1971. |
| Андовер | Уједињено Краљевство | партнерство   | 1979. |
|         | Француска            | партнерство   | 1983. |
| Извор   |                      |               |       |